# Lucía Pérez
Lucía Pérez Vizcaíno (* 5. Juli 1985 in O Incio, Lugo) ist eine spanische Sängerin. Sie vertrat ihr Land beim Eurovision Song Contest 2011 mit dem Lied Que me quiten lo bailao.

## Leben
Die 1985 in Galicien geborene Pérez gewann mit 17 Jahren eine Talentshow im galicischen Fernsehen. Im Folgejahr veröffentlichte sie ihr erstes Album namens Amores y amores.
2005 und 2009 trat Pérez für Spanien beim Viña del Mar International Song Festival an.
2011 vertrat Pérez Spanien beim Eurovision Song Contest. Sie gewann den Vorentscheid Destino Eurovision mit dem Lied Que me quiten lo bailao. Beim Finale in Düsseldorf belegte sie den 23. Platz mit 50 Punkten.

## Diskografie

### Alben
- 2003: Amores y amores
- 2006: El tiempo dirá...
- 2009: Volar por los tejados
- 2010: Dígocho en galego
- 2011: Cruzo los dedos

### Singles
- 2011: Que me quiten lo bailao